# Geoffrey Warnock
Sir Geoffrey James Warnock, noto anche come G. J. Warnock (Leeds, 16 agosto 1923 – Axford, 8 ottobre 1995), è stato un filosofo inglese.

## Biografia
Warnock nacque a Leeds, nel nord dell'Inghilterra, studiò presso il Winchester College. Successivamente servì come guardia per l'irlanda fino al 1945, prima di entrare nel New College, Oxford, dove prese una borsa di studio. Fu eletto membro del Magdalen College, Oxford, nel 1949.
Dopo aver trascorso tre anni presso il Brasenose College tornò a Magdalen come membro di filosofia. Nel 1970, fu eletto presso lo Hertford College, Oxford (1971-1988), dove ora vi è una società e una casa studentesca che prese il nome da lui. È stato anche vice-cancelliere dell'Università di Oxford dal 1981 al 1985.
Warnock e il suo co-editore J. O. Urmson svolsero un servizio prezioso per lo sviluppo della filosofia analitica e linguistica, pubblicando i documenti del loro amico e collega J. L. Austin.
Warnock sposò Mary Wilson, una collega di filosofia che frequentò il St Hugh's College, Oxford, e successivamente fatta baronessa di Warnock, nel 1949; ebbero due figli e tre figlie.
Nel 1988 si ritirò dal servizio per vivere vicino alla famiglia e morì nel 1995 ad Axford in Wiltshire.

## Opere
- Berkeley, Penguin Books, 1953.
- English Philosophy Since 1900, 1st edition, Oxford University Press, 1958; 2nd edition, Oxford University Press, 1969.
- Contemporary Moral Philosophy (New studies in ethics), Palgrave Macmillan, 1967. ISBN 978-0333048979.
- The Object of Morality, Methuen, 1971. ISBN 0-416-13780-6.
- J. L. Austin (The Arguments of the Philosophers), Routledge, 1989.